# Ceroplastes uapacae
Ceroplastes uapacae (лат.) — вид полужесткокрылых насекомых-кокцид рода Ceroplastes из семейства ложнощитовки (Coccidae).

## Распространение
Африка: Заир, Замбия, Зимбабве, Малави, Мозамбик, Сенегал, ЮАР.

## Описание
Питаются соками таких растений, как Anacardiaceae: Mangifera indica; Apocynaceae: ; Euphorbiaceae: Uapaca kirkiana; Uapaca; Meliaceae: Khaya ; Myrtaceae: Eugenia; Eugenia malaccensis; Syzygium cordatum ; Syzygium guiniense ; Syzygium gerrardii ; Syzygium ; Rubiaceae: Aida micrantha; Rutaceae: Citrus; Sapotaceae: Bequaertiodendron ; Chrysophyllum argyrophyllum.
Вид был впервые описан в 1931 году энтомологом У. Дж. Холлом (Hall, W. J.).
Таксон Ceroplastes uapacae включён в состав рода Ceroplastes Gray, 1828 (триба Ceroplastini) вместе с видами Ceroplastes brevicauda, Ceroplastes eugeniae, Ceroplastes toddaliae, Ceroplastes spicatus, Ceroplastes helichrysi, Ceroplastes longicauda, Ceroplastes royenae, и другими.